# Xanthorhoe fulvinotata
Xanthorhoe fulvinotata är en fjärilsart som beskrevs av W. Warren 1906. Xanthorhoe fulvinotata ingår i släktet Xanthorhoe och familjen mätare. Inga underarter finns listade i Catalogue of Life.